# Ritter-Reaktion
Die Ritter-Reaktion ist eine Namensreaktion der Organischen Chemie und benannt nach dem US-amerikanischen Chemiker John Joseph Ritter. Sie dient der Synthese von N-Alkylamiden aus Nitrilen. Dazu sind Substrate nötig, die Carbeniumionen bilden können (etwa verschiedene Alkylierungsmittel in Gegenwart von starken Mineralsäuren). Primäre, sekundäre und tertiäre Alkohole sowie Benzylalkohol und tert-Butylacetat und Isobutylen reagieren als Alkylierungsmittel sehr gut.
Neuerdings ist es gelungen, die Ritterreaktion mit Cycloalkanen in Gegenwart eines starken Oxidationsmittels, eines Kupfer-Katalysators und einer Lewis-Säure mit hohen Ausbeuten an Carbonsäureamiden durchzuführen.

## Reaktionsmechanismus
Die Ritter-Reaktion wird in diesem Abschnitt am Beispiel eines tertiären Alkohols 1 beschrieben. Der erste Reaktionsschritt wird durch eine Protonierung der Hydroxygruppe in  1 eingeleitet, um nach einer Wasserabspaltung ein Carbeniumion 3 als Alkylierungsmittel zu erhalten. Darauf erfolgt ein nucleophiler Angriff des Nitrils. Das daraus resultierende Nitrilion 4 wird mit Wasser hydrolysiert. Nach einer Protonenumlagerung (5 → 6) und der anschließenden Abspaltung eines Protons, wird das gewünschte Amid 8 erhalten.

## Graf-Ritter-Reaktion
Die Graf-Ritter-Reaktion ist eine Namensreaktion in der organischen Chemie. Sie erlaubt die Synthese von N-alkylierten Amiden mit sekundären oder sekundären Alkylgruppen am Stickstoff.
Die Graf-Ritter-Reaktion ist auch zur Darstellung von N-Acylaminosäuren, Isochinolinen oder Oxazolinen geeignet. Sie wurde nach John J. Ritter und R. Graf (Patent D855994 vom 23. August 1944 von den Farbwerke Hoechst) benannt.
Die Anlagerung von Blausäure an die C=C-Doppelbindung von Alkenen in Gegenwart von Schwefelsäure oder anderen starken Säuren liefert N-alkylierte Formamide:
Die Formamide lassen sich besonders leicht zum Amin verseifen. Damit ist diese Strategie eine besonders elegante Methode zur Herstellung der sonst schwer zugänglichen tertiären Alkylamine. Statt Blausäure kann man auch ein Nitril als Edukt einsetzen. Ausgehend von Acetonitril erhält man analog ein N-alkyliertes Acetamid:
Die Graf-Ritter-Reaktion läuft mit Schwefelsäure über eine kationische Zwischenstufe ab. Dessen Reaktion mit Wasser liefert dann das betreffende Carbonsäureamid: